# Wrona amerykańska
Wrona amerykańska (Corvus brachyrhynchos) – gatunek ptaka z rodziny krukowatych (Corvidae), zamieszkujący Amerykę Północną. Nie jest zagrożony.

## Podgatunki
Wyróżniono kilka podgatunków C. brachyrhynchos:
- C. brachyrhynchos hesperis – południowo-zachodnia Kanada poprzez zachodnie USA do północno-zachodniego Meksyku.
- C. brachyrhynchos hargravei – zachodnio-środkowe USA.
- C. brachyrhynchos brachyrhynchos – środkowa i wschodnia Kanada, środkowe i wschodnie USA.
- C. brachyrhynchos pascuus – południowa Floryda.

Badania przeprowadzone w 2020 roku przez Slagera i współpracowników wykazały, że wrona alaskańska (Corvus caurinus) nie jest odrębnym gatunkiem, jak dotychczas sądzono, tylko młodszym synonimem podgatunku wrony amerykańskiej C. brachyrhynchos brachyrhynchos. Międzynarodowy Komitet Ornitologiczny obecnie (2025) uznaje wronę alaskańską za osobny podgatunek wrony amerykańskiej – C. brachyrhynchos caurinus.

## Morfologia
Długość ciała 43–53 cm. Ubarwienie czarne z nieznacznym purpurowym połyskiem. Ogon równo ścięty. Dziób duży, silny i czarny. Nogi czarne. Młode brązowe.

## Zasięg, środowisko
Zadrzewienia, pola uprawne, nadrzeczne laski; ostatnio widywana na przedmieściach i w miastach; w całej Ameryce Północnej poza skrajną północą i południem. Zimuje w środkowej i południowej części Ameryki Północnej.

## Zachowanie
Często spotykany w stadkach, zwykle z wysoko siedzącym wartownikiem. Bardzo ostrożny.

## Status
IUCN uznaje wronę amerykańską za gatunek najmniejszej troski (LC, Least Concern) nieprzerwanie od 1988 roku. Organizacja Partners in Flight szacuje liczebność populacji lęgowej na około 27 milionów osobników. Trend liczebności populacji oceniany jest jako wzrostowy.
IUCN nadal klasyfikuje wronę alaskańską jako osobny gatunek, zalicza ją do kategorii najmniejszej troski. W 2017 roku organizacja Partners in Flight szacowała liczebność populacji lęgowej na około 700 tysięcy osobników. Trend liczebności populacji także oceniany jest jako wzrostowy.